# Igor Ledjachov
Igor Anatoljevitj Ledjachov (ryska: И́горь Анато́льевич Ледя́хов), född 22 maj 1968 i Sotji, Sovjetunionen (nuvarande Ryssland), är en rysk fotbollstränare och tidigare sovjetisk/rysk professionell fotbollsspelare. Ledjachov har representerat OSS och ryska landslaget. Sin klubbkarriär tillbringade han mestadels i Ryssland och i Spanien. Ledjachov vann tre ryska ligatitlar med Spartak Moskva: 1992, 1993 och 1994. Sommaren 1994 värvades han till den spanska klubben Sporting Gijón, där han spelade under de kommande åtta åren.